# In the Cities
In the Cities - Ao Vivo em Cuiabá é o terceiro álbum ao vivo e quarto no geral do cantor sertanejo Cristiano Araújo lançado em 17 de novembro de 2014 pela Som Livre. O show de gravação ocorreu no dia 30 de agosto na cidade de Várzea Grande, na região metropolitana de Cuiabá, o projeto que é intitulado In The Cities (o nome, traduzindo "Nas Cidades"), foi dado por conta do projeto visual, o cenário traz diversas novas imagens de cidades a cada mudança de música. Foi o último projeto discográfico do cantor, que morreu em 24 de junho de 2015, vítima de um acidente automobilístico quando voltava de um show em Itumbiara.

## Antecedentes e gravação
O sertanejo Cristiano Araújo anunciou através de sua página oficial do Facebook que iria gravar um DVD no dia 30 de agosto, em Cuiabá, no Mato Grosso. Com direção geral da Hit Music e produção musical de Dudu Borges, o CD/DVD Cristiano Araújo In The Cities contou com uma estrutura de mais de 40 toneladas de equipamentos, algo jamais visto no Brasil. Uma das grandes novidades foi o alto investimento em tecnologia criando um verdadeiro espetáculo visual, o cenário interativo todo formado de painéis de LED misturavam o mundo real e o imaginário mudando de acordo com a temática de cada música.
Cristiano Araújo apresentou muitas surpresas no registro deste mega espetáculo, entre elas a participação especial do artista internacional Ian Thomas na canção "Sabe Me Prender".

## Divulgação
O cantor Cristiano Araújo anunciou, em entrevista ao Correio Braziliense, que o novo álbum, o CD e DVD In the Cities, chega às lojas em 1º novembro. O material traz a canção "É com Ela que Eu Estou", que já está disponível na internet e nas rádios. "Optamos por lançar antes do DVD ficar pronto. É uma balada romântica que já está entre as mais tocadas", afirma.
O processo de gravação do novo disco durou cerca de um ano e tem direção musical de Dudu Borges. "É um projeto muito especial que foi muito bem pensado e planejado. Essa parceria deu muito certo e sei que o público vai aprovar o repertório. Procuramos trazer a maior e melhor estrutura já feita com tecnologia internacional de ponta", adianta Cristiano. Em 6 de novembro, Cristiano Araújo faz o show de apresentação do DVD. O lançamento oficial foi em São Paulo.

## CD
| N.º            | Título                               | Compositor(es)                                                   | Duração  |  |
| 1.             | "Maus Bocados"                       | Gabriel / Rafael / Bruno                                         | 03:19    |  |
| 2.             | "Hoje Eu Tô Terrível"                | Luiz Henrique                                                    | 02:40    |  |
| 3.             | "Casei de Novo"                      | Juliano Tchula / Marília Mendonça                                | 02:58    |  |
| 4.             | "É com Ela que Eu Estou"             | Frederico / Juliano Tchula / Marília Mendonça / Hugo Del Vecchio | 03:40    |  |
| 5.             | "Cê Que Sabe"                        | Rafael / Kauan / Pedro Netto                                     | 02:37    |  |
| 6.             | "Sofrência"                          | Magno Sant'anna                                                  | 03:20    |  |
| 7.             | "Perdeu o Cara Errado"               | João Marcos / Felipe Araújo / Celi Junior / Thawan               | 03:01    |  |
| 8.             | "Paraíso Particular"                 | Gabriel / Bruno / Rafael Aquires                                 | 03:30    |  |
| 9.             | "Sabe Me Prender" (Part. Ian Thomas) | Mauricio Mello / Raynner Souza / D'Stefany Lima                  | 02:59    |  |
| 10.            | "Blackout"                           | Danilo Carneiro / Elvis Elan / Marcelo Bucho                     | 03:57    |  |
| 11.            | "Se Beber Curasse"                   | Thallys Pacheco                                                  | 03:08    |  |
| 12.            | "Caso Indefinido"                    | Paulo / Junior / Diego Damasceno / Maraisa / Thales Lessa        | 05:13    |  |
| 13.            | "Férias de Julho"                    | Paula Mattos / Hiago Santana                                     | 03:27    |  |
| 14.            | "Obedece Ou Fica Só"                 | Jujuba / Neto Barros / Menudo                                    | 03:43    |  |
| 15.            | "Bem Melhor Assim"                   | Tierry / Magno Sant'anna                                         | 03:45    |  |
| Duração total: | Duração total:                       | Duração total:                                                   | 00:51:18 |  |

## DVD

### Faixas
| DVD            |                                                                         |          |  |
| N.º            | Título                                                                  | Duração  |  |
| 1.             | "Abertura (A Construção) / Maus Bocados"                                |          |  |
| 2.             | "Hoje Eu Tô Terrível"                                                   |          |  |
| 3.             | "Casei de Novo"                                                         |          |  |
| 4.             | "É com Ela que Eu Estou"                                                |          |  |
| 5.             | "Cê Que Sabe"                                                           |          |  |
| 6.             | "Sofrência"                                                             |          |  |
| 7.             | "Perdeu o Cara Errado"                                                  |          |  |
| 8.             | "Paraíso Particular"                                                    |          |  |
| 9.             | "Sabe Me Prender" (Part. Ian Thomas)                                    |          |  |
| 10.            | "Blackout"                                                              |          |  |
| 11.            | "Sempre Será / Domingo / Eu Acabo Voltando / Amores São Coisas da Vida" |          |  |
| 12.            | "Sangrando Sem Corte"                                                   |          |  |
| 13.            | "Se Beber Curasse"                                                      |          |  |
| 14.            | "Caso Indefinido"                                                       |          |  |
| 15.            | "Pra Matar a Saudade"                                                   |          |  |
| 16.            | "Quebrou a Cara"                                                        |          |  |
| 17.            | "Bem Melhor Assim"                                                      |          |  |
| 18.            | "Não Te Largo Mais"                                                     |          |  |
| 19.            | "Férias de Julho"                                                       |          |  |
| 20.            | "Obedece ou Fica Só"                                                    |          |  |
| Duração total: | Duração total:                                                          | 01:18:24 |  |

| DVD (Extras) |                                           |         |  |
| N.º          | Título                                    | Duração |  |
| 21.          | "Trailer / Créditos / Making Of" (Extras) |         |  |

## Desempenho nas paradas
| Paradas (2014-2015)          | Melhor posição |
| ---------------------------- | -------------- |
| Brasil (TOP 20 Semanal ABPD) | 6              |
| Brasil (iTunes Store)        | 1              |

## Histórico de lançamento
| Região | Data                   | Formato(s)             |
| ------ | ---------------------- | ---------------------- |
| Brasil | 1 de novembro de 2014  | CD DVD [ 8 ]           |
| Brasil | 17 de novembro de 2014 | Download digital [ 1 ] |